# Sondel
Sondel is een dorp in de gemeente De Friese Meren, in de Nederlandse provincie Friesland.
Het dorp ligt ten zuiden van Balk en ten westen van Lemmer. Aan de zuidkant van Sondel liggen de weidse landerijen die weer grenzen aan de hoge zeedijk waarachter het IJsselmeer is gelegen.
In 2023 kende het dorp 400 inwoners. Onder het dorp valt ook de buurtschap Delburen en klein deel van de buurtschap Tacozijl.

## Geschiedenis
Het dorp Sondel is omstreeks 1200 - 1300 ontstaan en ontleent zijn naam aan een zanderige plaats bij een bosje. In 1422 werd de plaats vermeld als Syndele, in 1503 als Syndel, in 1505 als Sindell en in als 1664 Sundel en Sondel.
In Sondel stond ook het vermaarde slot Beuckenswijk, dat later een boerderij is geworden met twee grote wapenstenen.
Tot 1 januari 2014 behoorde Sondel tot de gemeente Gaasterland-Sloten.

## Natuur
Ten westen van Sondel liggen de uitgestrekte Gaasterlandse bossen. Ten zuiden ligt het natuurgebied Sondelerleien.

## Kerk
De Kerk van Sondel, ook wel De Haven genoemd, stamt uit 1870.

## Voorzieningen
Sinds 2012 kent het dorp een eigen dorpshuis, Dorpshuis De Bining genaamd. Verder het had het dorp tot 2020 een eigen basisschool, Op ‘e Terp en een peuterspeelzaal.

## Geboren in Sondel
- Pieter Boomsma (1941), predikant
- Freark Smink (1948), acteur
- Jacobus Q. Smink (1954), schrijver en onderwijzer